# Дилън Спрейбери
Дилън Мюс Спрейбери (на английски: Dylan Muse Sprayberry) е американски актьор и автор на песни.

## Биография и творчество
Спрейбери е роден на 7 юли 1998 година в Хюстън.
Участва в сериала на MTV „Младият върколак“ като Лиъм Дънбар, както и в сериала „Лека като перце“ като Хенри Ричмънд по HBO.